# 검은털 일본소혀 소금구이 680엔
《검은털 일본소혀 소금구이 680엔》(일본어: 黒毛和牛上塩タン焼680円 구로게와규죠시오탄야키680엔[*])은 일본의 가수 오오츠카 아이의 7번째 싱글로, 2005년 2월 9일에 발매되었다.
〈黒毛和牛上塩タン焼680円 (이하 "680엔 버전")〉은 2004년 11월 17일 발매된 앨범 《LOVE JAM》에 수록되었던 〈黒毛和牛上塩タン焼735円 (검은 털 일본 소 혀 소금구이 735엔, 이하 "735엔 버전")〉을 편곡한 곡이다. "735엔 버전"은 비교적 부드럽고 조용하게 노래가 이어지는데, "680엔 버전"은 이에 비해 공격적이고, 강렬한 악기 소리를 들을 수 있다. 오오츠카 아이 본인에 의하면 가사는 "680엔 버전"을 먼저, 편곡은 "735엔 버전"을 먼저 제작했다고 한다. 대중들에게는 "680엔 버전"이 2004년 10월 11일부터 애니메이션 《블랙 잭》의 엔딩곡으로 쓰이면서 "735엔 버전"보다 먼저 알려졌다. "680엔 버전"과 "735엔 버전" 모두 가사에서 그물과 구워지는 고기의 관계를 남녀관계로 비유하고 있다. 
커플링 곡인 〈本マグロ中トロ三○○円 (緑色) (참치 뱃살 300엔 (녹색))〉은 참치의 시선에서 가사를 적은 곡이고, 또 다른 커플링 곡 〈つくね70円 (경단 70엔)〉은 조용한 전반부와 달리 후반부에는 알아 들을 수 없는 말소리와 강렬한 기타 소리가 나타나는 곡이다. 오쓰카 아이 본인의 말로는 음란한 가사가 섞여 있어 알아 들을 수 없도록 음향 효과가 걸려 있다고 했고, 실제로 싱글의 가사집에도 이 곡의 가사는 적혀 있지 않다.
타이틀 곡인 〈黒毛和牛上塩タン焼680円〉의 "680엔"과, 커플링 곡 〈本マグロ中トロ三○○円 (緑色)〉의 "300엔", 〈つくね70円〉의 "70엔"을 모두 더하면 이 싱글이 가격인 "1050엔"이 된다. 또, 발매 전 제공되는 프로모션 CD는 마치 포장된 고기처럼 CD가 담긴 일회용 포장 용기에 비닐이 덮인 채로 배포되기도 했다.
타이틀 곡 〈黒毛和牛上塩タン焼680円〉은 베스트 앨범 《愛 am BEST》에 수록되었다.

## 곡목
CD
1. 黒毛和牛上塩タン焼680円 (검은 털 일본 소 혀 소금구이 680엔)
2. 本マグロ中トロ三〇〇円 (緑色) (참치 뱃살 300엔 (녹색))
3. つくね70円 (경단 70엔)
4. 黒毛和牛上塩タン焼680円 (Instrumental)
5. 本マグロ中トロ三〇〇円 (緑色) (Instrumental)

DVD
1. 黒毛和牛上塩タン焼680円 (Music Clip)